# Milind Soman
Milind Soman (ur. 4 listopada 1965 w Glasgow w Szkocji) – indyjski aktor, producent filmowy i model.
Znany z roli w Valley of Flowers, gdzie zagrał ze swoją przyszłą żoną, francuską aktorką, Mylène Jampanoï. Nominowany do nagrody za rolę drugoplanową w Agni Varsha.
Żonę poznał na planie Valley of Flowers. Pobrali się na Goa.

## Filmografia
- 1995: A Mouthful of Sky (serial TV) – Akash Bhandarkar
- 2000: Tarkieb – kapitan Ajit Verma
- 2002: Pyaar Ki Dhun – Rohit
- 2002: 16 December – Vikram
- 2002: Agni Varsha – Arvasu
- 2003: Surya – Surya
- 2003: Rules: Pyaar Ka Superhit Formula – Vikram Varma (także producent)
- 2005: Jurm – Rohit
- 2005: Bhagmati – książę Quli Qutb Shah
- 2006: Valley of Flowers – Jalan
- 2007: Pachaikili Muthucharam
- 2007: Say Salaam India – Harry Oberoi
- 2007: Bheja Fry – Anant Ghoshal
- 2007: Templariusze. Miłość i krew – Saladyn
- 2008: Bhram – Devendra